# San Carlos (Paraguay)
San Carlos ist ein Ort und Distrikt im Departamento Concepción in Paraguay am Río Apa an der Grenze zu Brasilien. Es ist mit 747 Einwohnern der Distrikt mit der geringsten Bevölkerung Paraguays.  Er ist 590 km von Asunción und 200 km von der Stadt Concepción entfernt.

## Geschichte
Auf einem kleinen Hügel in der Nähe des Flusses Apa wurde 1796  zunächst ein Fort namens Fuerte San Carlos del Apa gegründet, um die Gegend vor den Angriffen der Portugiesen aus Brasilien und den mit ihnen verbündeten Indios der  Mbayaes zu schützen. Das Fort wurde mit 1248 runden Pfählen gebaut und hatte eine Länge und Breite von 47 Metern. Nach kontinuierlichen Attacken der Portugiesen wurde das Fort zwischen 1803 und 1806 an einer günstigeren Stelle auf einem anderen Hügel neu errichtet. Es hat eine Länge von 70 Metern auf jeder Seite, die Mauern sind 7 Meter hoch und 2,30 Meter breit. 2016 wurde es zusammen mit dem Fuerte Olimpo (Fuerte Borbón) vom paraguayischen Parlament zum historischen Kulturgut erklärt. Der Distrikt San Carlos wurde am 25. Juni 2008 gegründet.

## Wirtschaft
Die Einwohner betreiben hauptsächlich Viehzucht und Landwirtschaft.

## Infrastruktur
Im Dezember 2010 wurde im Ort erstmals eine Trinkwasserversorgung eingerichtet. Dabei handelt es sich um eine Trinkwasseraufbereitung des Flusswassers des Río Apa. Es gibt drei Grundschulen und eine Sekundarschule, das Colegio Nacional de San Carlos. Über den Río Apa verkehrt eine Fähre, die auch einzelne Autos befördert. Im Mai 2014 wurde zwischen Paraguay und Brasilien der Bau einer Brücke vereinbart, die San Carlos mit Caracol im brasilianischen Bundesstaat Mato Grosso do Sul verbindet. Der Ort verfügt außerdem über eine stillgelegte Landepiste für Leichtflugzeuge, die nach Aussagen des Bürgermeisters Luis Schupp jedoch von Drogenschmugglern genutzt wird.

## Flora und Fauna
Im Distrikt San Carlos befinden sich zwei Nationalparks:
- Der Parque Nacional Serranía de San Luis mit einer Fläche von 10.280 Hektar.[8] Er wurde 1991 gegründet und ist für seine zahlreichen Vogelarten bekannt.[9]
- Der Parque Nacional Paso Bravo. Er hat eine Fläche von 103.000 Hektar und wurde 1998 gegründet. Neben einer subtropischen Flora beherbergt er 48 % der Wildtiere Paraguays, darunter der große Ameisenbär, Puma und Jaguar, 103 verschiedene Fischarten sowie 428 Vogelarten, darunter der Nandu und Papageienarten. Unter den Reptilien gibt es die Boa constrictor und das Jakaré, eine Alligatorenart.[10]